# Số Fortune
Số Fortune, được đặt tên theo Reo Fortune là số nguyên m nhỏ nhất thỏa mãn m  > 1 và với giá trị nguyên đưa trước n, pn# + m là số nguyên tố, trong đó primorial pn# là tích của n số nguyên tố đầu tiên.
Giả sử ta muốn tìm số Fortune thứ 7, trước hết ta phải tính tích 7 số nguyên tố đầu tiên (2, 3, 5, 7, 11, 13 và 17) được 510510. Thêm 2 vào thì ra số chẵn, thêm 3 thì sẽ chia hết cho 3, cứ như vậy cho đến hết 18. Nếu cộng với 19 thì ra 510529 là số nguyên tố. Do đó 19 là số Fortune cần tìm. Số Fortune cho pn# luôn lớn hơn  pn và các ước của nó cũng lớn hơn pn. Do định nghĩa của pn# nên pn# + m luôn bị chia hết bởi các ước nguyên tố của m không lớn hơn pn.
Các số Fortune cho các primorial đầu tiên là:
3, 5, 7, 13, 23, 17, 19, 23, 37, 61, 67, 61, 71, 47, 107, 59, 61, 109, v.v. (dãy số A005235 trong bảng OEIS).
Dãy các số Fortune được sắp xếp theo thứ tự tăng dần và không lặp lại là:
3, 5, 7, 13, 17, 19, 23, 37, 47, 59, 61, 67, 71, 79, 89, 101, 103, 107, 109, 127, 151, 157, 163, 167, 191, 197, 199, ... (dãy số A046066 trong bảng OEIS).
Fortune đặt giả thuyết rằng không số Fortune nào là hợp số cả (Giả thuyết Fortune). Số nguyên tố Fortunate là số Fortune nhưng cũng đồng thời là số nguyên tố. Tính đến  năm 2012, mọi số Fortune đã biết đều là số nguyên tố. Nếu hợp số Fortune tồn tại thì giá trị của nó phải lớn hơn hoặc bằng pn+12.